# Concerto pour violon no 1 de Bruch
Pour les articles homonymes, voir Concerto pour violon no 1.
Le Concerto pour violon no 1 en sol mineur op. 26 est une œuvre composée par Max Bruch entre 1864 et 1866 avec diverses révisions dont la dernière date de 1868.
Il s'agit de la partition de loin la plus connue du compositeur (qui est pourtant l'un des plus prolifiques du XIXe siècle) et de l'un des grands concertos pour violon romantiques allemands, avec ceux de Ludwig van Beethoven (en ré majeur, op. 61, 1806), Felix Mendelssohn (en mi mineur, op. 64, 1844) et Johannes Brahms ( en ré majeur, op. 77, 1878). En particulier il a complètement éclipsé les deux autres concertos pour violon que Bruch écrivit postérieurement, ainsi que sa Fantaisie écossaise.
Le compositeur, n'étant pas violoniste, demanda des conseils à Joseph Joachim pour l'écriture de son concerto et lui en a dédicacé la partition.
L'œuvre a été créée pour sa première version à Coblence le 24 avril 1866 par O. von Königslöw au violon sous la direction de Bruch. La première de l'œuvre définitive a été jouée par Joseph Joachim le 7 janvier 1868 avec Carl Martin Reinthaler comme chef d'orchestre.

## Analyse
Il comporte trois mouvements (les deux premiers sont liés) et son exécution demande environ vingt-cinq minutes.
- Vorspiel - Allegro moderato
- Adagio
- Finale - Allegro energico

Le premier mouvement, précédé par un Vorspiel (introduction), a un fort caractère rhapsodique. Le mouvement s'ouvre par deux coups de timbales pianissimo. Le thème principal suit présenté par les bois. Le violon solo commence alors à travailler le thème et présente quelques improvisations. Un court trémolo d'orchestre suit le premier véritable solo du violon. Peu de temps après, Bruch introduit un thème secondaire en si bémol majeur. Il s'ensuit un développement relativement court, ce qui amène le sommet du mouvement qui se traduit par un tutti de l'orchestre (Un poco piu vivo). La réexposition conduit à un échange entre le violon solo et l'orchestre, dans lequel le thème est légèrement modifié. L'orchestre mène directement au deuxième mouvement.
L'adagio lyrique est le point central de l'œuvre. Le mouvement, rempli d'un sentiment intérieur, a la forme d'une romance. Il débute directement par le thème principal chantant et élégiaque. Le violon solo développe une cantilène lyrique avec un accompagnement très léger de l'orchestre. Ici est mise particulièrement en évidence l'invention mélodique de Bruch. Le mouvement tout en restant intérieur augmente lentement d'intensité dominant des idées mélodiques, toujours lyriques et élégiaques. Au milieu du mouvement apparaît une modulation vers la tonalité de sol bémol majeur. Cette modulation entraîne une modification du climat. Par de nouvelles modulations dynamiques, la tonalité arrive finalement à un clair mi bémol majeur. Une dernière fois, le thème principal rêveur est exposé, avant que le poignant mouvement ne se termine lentement.
Le final a un caractère dansant et repose la majeure partie de temps sur la tonalité de sol majeur. L'introduction de l'orchestre expose le thème principal  passionné et populaire. L'idée de base rythmique du mouvement est peu à peu développée et brille enfin dans un fortissimo. Le soliste doit affronter ce thème dans un jeu de doubles cordes exigeant. Dans la suite du mouvement, le violon solo joue autour et varie le thème principal. Le violon introduit alors un thème secondaire festif et compact. La dernière partie du mouvement est un presto stretta majestueux et virtuose, présenté par l'orchestre et le soliste.